# Pepper's Ghost (album)
Pour les articles homonymes, voir Pepper et Pepper's ghost.
Pepper's Ghost est un album du guitariste Buckethead, sorti en 2007. Il contient 13 pistes instrumentales dont une, Magua's Scalp qui est dédié au producteur japonais Takashi Miike

## Liste des morceaux
- Pepper's Ghost - 4:58
- Carpal Tunnel Slug - 3:03
- Magua's Scalp - 3:54
- Imprint (Dedicated to Takashi Miike) - 3:58
- Goblin Shark - 2:18
- Brewer In The Air - 3:51
- Exit 209 - 3:53
- Plankton - 4:12
- The Hills Have Headcheese - 3:45
- Bag Some Game - 0:57
- Towel In The Kitchen - 2:29
- Callbox - 4:14
- Embalming Plaza - 3:27

## Divers
Buckethead a réalisé cet album avec sa guitare Gibson Les Paul, ajustée pour des raisons personnelles relatives à sa taille et pour l'installation d'un(e) Kill switch.